# Вербовецька сільська рада (Катеринопільський район)
Вербове́цька сільська́ ра́да — адміністративно-територіальна одиниця та орган місцевого самоврядування в Катеринопільському районі Черкаської області. Адміністративний центр — село Вербовець.

## Загальні відомості
- Населення ради: 707 осіб (станом на 2001 рік)

## Історія
05.02.1965 Указом Президії Верховної Ради Української РСР передано сільради: Вербовецьку, Гончариську та Кайтанівську Шполянського району — до складу Звенигородського району.

## Населені пункти
Сільській раді були підпорядковані населені пункти:
- с. Вербовець

## Склад ради
Рада складалася з 12 депутатів та голови.
- Голова ради: Кравцова Валентина Миколаївна
- Секретар ради: Гірник Юлія Оксентіївна

### Керівний склад попередніх скликань
| Прізвище, ім'я, по батькові   | Основні відомості                                                                       | Дата обрання | Дата звільнення |
| ----------------------------- | --------------------------------------------------------------------------------------- | ------------ | --------------- |
| Колісник Степан Данилович     | Сільський голова, 1950 року народження, безпартійний                                    | 26.03.2006   | 31.10.2010      |
| Кравцова Валентина Миколаївна | Сільський голова, 1977 року народження, освіта середня спеціальна, член Партії регіонів | 31.10.2010   |                 |

Примітка: таблиця складена за даними сайту Верховної Ради України

### Депутати
За результатами місцевих виборів 2010 року депутатами ради стали:

#### За суб'єктами висування
| Суб'єкт висування | Кількість обраних депутатів | %   |
| ----------------- | --------------------------- | --- |
| Самовисування     | 12                          | 100 |

#### За округами
| № округу | Прізвище, ім'я, по батькові       | Дата визнання обраним | Освіта             | Партійна приналежність             | Відомості про обраного депутата                          |
| -------- | --------------------------------- | --------------------- | ------------------ | ---------------------------------- | -------------------------------------------------------- |
| 1        | Гонтаренко Тетяна Василівна       | 01.11.2010            | середня спеціальна | позапартійна                       | Вербовецька загальноосвітня школа І-ІІ ст., вчитель      |
| 2        | Вельган Микола Миколайович        | 01.11.2010            | середня            | позапартійний                      | фермер                                                   |
| 3        | Щуренко Тамара Олександрівна      | 01.11.2010            | середня спеціальна | позапартійна                       | тимчасово не працює                                      |
| 4        | Шовкопляс Олександр Олександрович | 01.11.2010            | вища               | позапартійний                      | ВВСЗіТ «Укрбургаз», агроном                              |
| 5        | Сиваченко Віра Іванівна           | 01.11.2010            | середня спеціальна | позапартійна                       | Вербовецький фельдшерсько-акушерський пункт, завідувачка |
| 6        | Гірник Юлія Оксентіївна           | 01.11.2010            | середня спеціальна | член Партії регіонів               | Вербовецька сільська рада, секретар                      |
| 7        | Дишлюк В'ячеслав Юрійович         | 01.11.2010            | середня спеціальна | позапартійний                      | ПП «Савранський Г. А.», заступник директора магазину     |
| 8        | Гірник Наталія Вікторівна         | 01.11.2010            | середня спеціальна | член Партії регіонів               | ТОВ «Сиророб», заготівельник                             |
| 9        | Тупчієнко Сергій Іванович         | 01.11.2010            | вища               | позапартійний                      | ТОВ ім. Гетьмана, агроном                                |
| 10       | Архипенко Євгеній Васильович      | 01.11.2010            | вища               | член Партії регіонів               | підприємець                                              |
| 11       | Дишлюк Юрій Миколайович           | 01.11.2010            | середня спеціальна | член Соціалістичної партії України | підприємець                                              |
| 12       | Семерик Микола Григорович         | 01.11.2010            | середня спеціальна | позапартійний                      | Фермерське господарство «Андрущенко В. Б.», тракторист   |